# MojoPortal
mojoPortal是一開放式跨平台的網站應用程式架構，以C#開發的物件導向網站架構（WSF）和内容管理系统（CMS），通過 web.config，可執行於Windows的ASP.NET和GNU/Linux 或Mac OS X的Mono的平台上。